# Melospiza
Melospiza là một chi chim trong họ Emberizidae.